# Toninia verrucarioides
Toninia verrucarioides är en lavart som först beskrevs av William Nylander och som fick sitt nu gällande namn av Einar Timdal. 
Toninia verrucarioides ingår i släktet Toninia och familjen Ramalinaceae. Arten är reproducerande i Sverige. Inga underarter finns listade i Catalogue of Life.